# Rand (ort i Australien)
Rand är en ort i Australien. Den ligger i kommunen Urana och delstaten New South Wales, i den sydöstra delen av landet, omkring 460 kilometer sydväst om delstatshuvudstaden Sydney.
Runt Rand är det mycket glesbefolkat, med 2 invånare per kvadratkilometer.. Det finns inga andra samhällen i närheten.
Trakten runt Rand består till största delen av jordbruksmark. Genomsnittlig årsnederbörd är 773 millimeter. Den regnigaste månaden är mars, med i genomsnitt 98 mm nederbörd, och den torraste är oktober, med 40 mm nederbörd.